# Аль-Хусейн II
Аль-Хусейн II ібн Махмуд (араб. أبو محمد حسين باشا باي; нар. 5 березня 1784 — пом. 20 травня 1835) — 8-й бей Тунісу з династії Хусейнидів у 1824—1835 роках. Відбувається військове та політичне ослаблення держави, посилення впливу Франції та європейських торгівців.

## Життєпис

### Молоді роки
Старший син Махмуда ібн Мухаммада. Народився 1784 року. Виховувався при дворі Хаммуди-бея. 1814 році спільно з батьком й братом Мустафою здійснив заколот проти бея Усмана, якого було вбито. В результаті влада перейшла до Махмуда ібн Мухаммада.
Спочатку значний вплив на Аль-Хусейна мав вуйко Мухаммада Арбі Заррук, за намовою якого було страчено великого візира Юсуфа Сахіба ат-Таба, а Заррука призначено на його місце. 1815 року Аль-Хусейна призначено спадкоємцем трону (бей аль-махалла). Поступово посилює свій вплив. 1819 року сприяв упровадженню ушура — податку (1/10) на виробництво оливкової олії.
З часом вступив у суперництвом з візиром Мухаммадом Арбі Зарруком, якого 1822 року було страчено. З цього часу бей Махмуд I став поступово передавати владні повноваження Аль-Хусейну. 1824 року після смерті батька він посів трон.

### Панування
З початком Грецького повстання виступив на боці Османської імперії. 1827 року відправив свій флот на допомогу османському і єгипетському. Але у битві біля Наварину об'єднаний флот мусульман зазнав нищівної поразки від англо-франко-російського флоту.
1827 року призначив новим великим візиром Хусейна Ходжу. Невдовзі було проваджено десятину на зернові. Разом з тим посилилася монополізація експорту пшениці італійськими й французькими компаніями. Поступливість Хусейна Ходжи останнім призвело до його заміни у 1829 році на Шакіра Сахіба ат-Таба. Разом з тим було оголошено Франції, що Туніс буде дотримуватися нейтралітету в франко-алжирському конфлікті.
1830 року держава стикнулася з економічною кризою, що зачепило виробництво оливкової олії та головним уборів (шашія). Це завдало удару по скарбниці. У відповідь стало жорсткішим стягненням податків, що викликало невдоволення селян.

Військово-морський прапор бейліку Туніс

Того ж року Франція захопила Алжир, що збурило знать та населення, яке вимагало вступити у війну на боці останнього. Втім бей продовжував дотримуватися нейтралітету. Невдовзі укладає з французьким генеральним консулом Мат'є де Лессепсом укладає угоду, якою підтверджує старі договори про скасування рабства для християн, піратства і свободу торгівлі та торгівлі для всіх іноземців у Тунісі. Цей договір також передбачає остаточне скасування практики використання подарунків, пожертв бею та його сановникам від європейців. За таємною статтею угоди бей Франції місце в Карфагені для встановлення пам'ятника на честь короля Людовика IX. Ця угода призвела до посилення торгівельних зв'язків між містами Туніс і Марсель, а також збільшення кількості мальтійських, французьких, британських, італійських та грецьких торгівців.
1831 року вирішив запровадити військовий прапор, що відрізнявся би від османського. Цей день є заснуванням сучасного прапору Тунісу. Помер 1835 року. Йому спадкував брат Мустафа.